# Référendum constitutionnel russe de 1991
Le référendum russe de 1991 est organisé le 17 mars 1991 afin de permettre à la population de la République socialiste fédérative soviétique de Russie (RSFSR) de se prononcer sur la création du poste de Président de la RSFSR, élu au scrutin direct.
Organisé le même jour que le référendum soviétique sur la préservation de l'Union soviétique, ce référendum a lieu dans un contexte de tension entre Mikhaïl Gorbatchev et Boris Eltsine, peu avant la dislocation de l'URSS.
La proposition est approuvée à une large majorité des suffrages exprimés, doublée d'un taux de participation supérieur au quorum de 50 % des inscrits. La première élection présidentielle au scrutin direct est par conséquent organisée le 12 juin 1991, et voit Boris Eltsine l'emporter dès le premier tour.

## Contexte

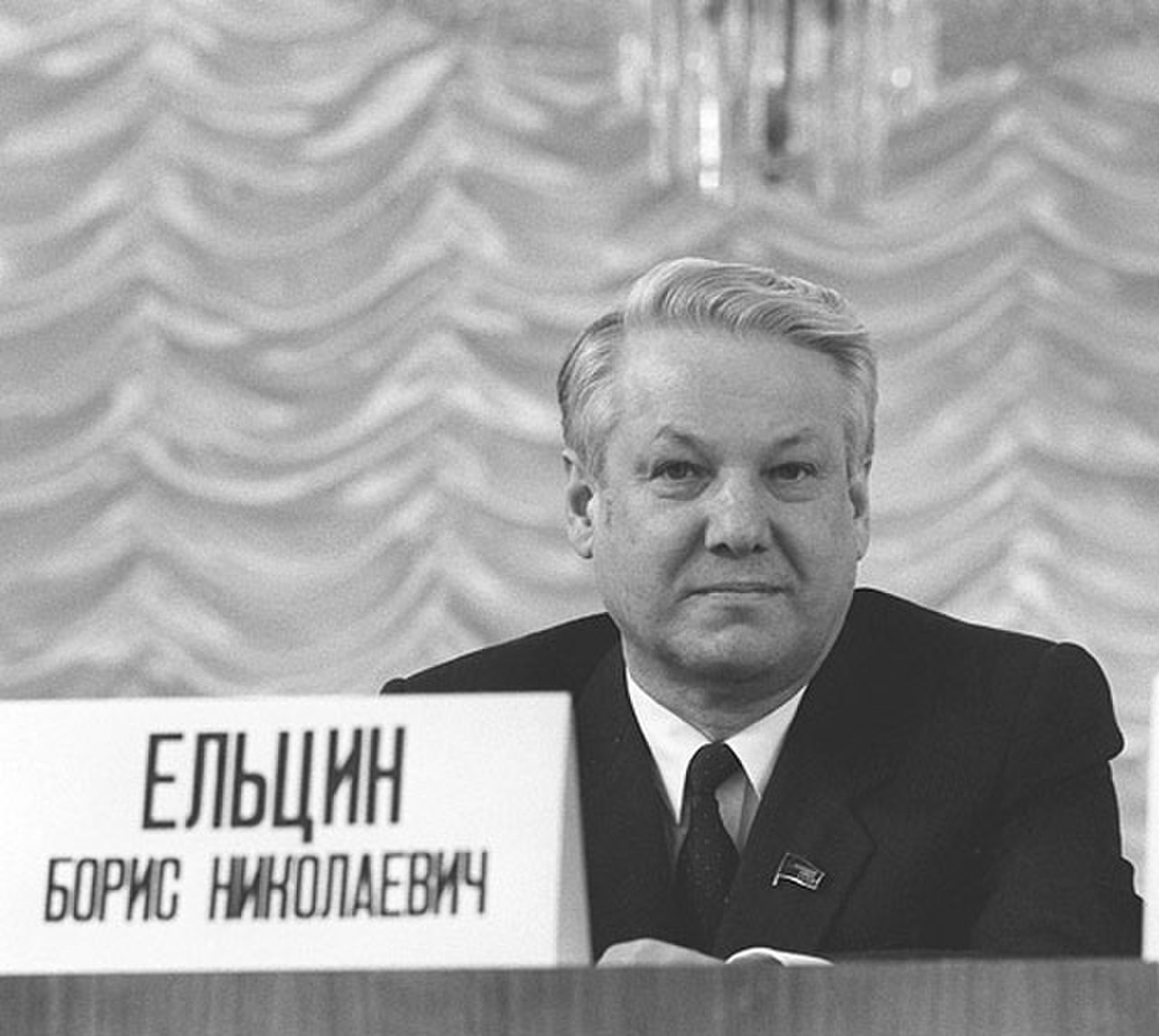
Boris Eltsine, le 21 février 1989.

En 1991, l'Union des républiques socialistes soviétiques (URSS), ou Union soviétique, est le théâtre depuis plusieurs années d'une montée des revendications d'autonomie — voire d'indépendance —, de la part de ses républiques. Au sein de la République socialiste fédérative soviétique de Russie (RSFSR), ces tensions se traduisent par la dégradations des relations entre le Président de l'Union des républiques socialistes soviétiques Mikhaïl Gorbatchev et Boris Eltsine. Après la nomination en 1986 de ce dernier au Politburo avec le soutien de Gorbatchev, avec qui il partage une volonté réformiste, les deux hommes finissent par s'opposer politiquement courant 1987. Frustré du rythme des réformes qu'il juge trop lent, ainsi que des violentes critiques dont il fait l'objet de la part de la vieille garde du parti, Eltsine critique en effet publiquement l'action de Gorbatchev et démissionne de toutes ses fonctions. Ces évènements propulsent Eltsine au statut de rebelle antisystème, accroissant considérablement sa popularité.

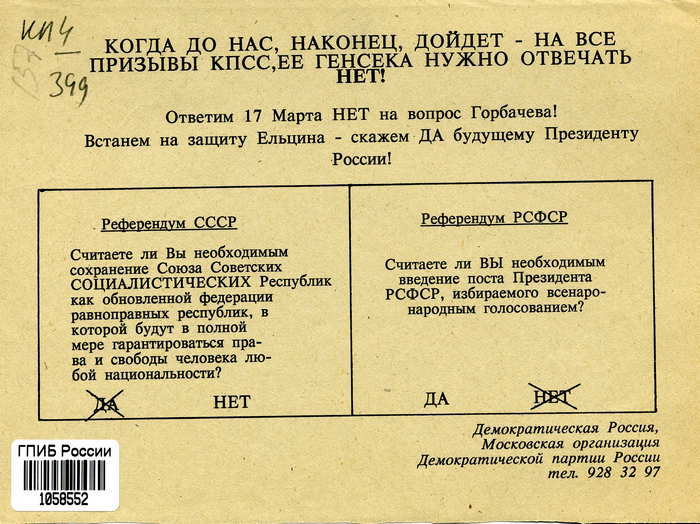
Bulletin de vote utilisé, sur lequel figure également à gauche la question du Référendum soviétique.

Lors des élections au Congrès des députés du peuple de Russie organisées de manière relativement libre le 4 mars 1990, Eltsine est élu comme représentant de Iekaterinbourg avec plus de 72 % des voix. Deux mois plus tard, le 29 mai, il est élu au poste de Président du Præsidium du Soviet suprême de la RSFSR malgré l'opposition de Gorbatchev, qui appelle ouvertement les représentants russes à ne pas voter pour lui. Les relations entre l'URSS et la RSFSR continuent de se dégrader au point que cette dernière vote le 12 juin une « déclaration de souveraineté ». Eltsine prononce le 12 juillet un discours lors du vingt huitième Congrès du Parti communiste de l'Union soviétique dans lequel il annonce quitter le parti.
Dans une tentative de préserver l'Union soviétique, Mikhaïl Gorbatchev prépare en décembre 1990 l'organisation le 17 mars 1991 d'un référendum — le premier tenu à l'échelle du pays tout entier — dans lequel la population est amenée à se prononcer sur la préservation de l'Union soviétique sous la forme d'une fédération nommée l'Union des républiques souveraines soviétiques. Le Congrès des députés du peuple de Russie décide d'organiser le même jour un référendum dans la seule RSFSR portant sur une révision de sa constitution. La question posée est « Estimez-vous nécessaire de créer un poste de Président de la RSFSR élu au vote populaire ? ». Le référendum est l'objet d'un boycott dans les Républiques socialistes soviétiques autonomes (RSSA) d'Ossétie du Nord, de Tchétchénie-Ingouchie et de Touva.

## Résultats
| Choix                     | Votes       | %      |
| ------------------------- | ----------- | ------ |
| Pour                      | 53 385 275  | 71,38  |
| Contre                    | 21 406 152  | 28,62  |
|                           |             |        |
| Votes valides             | 74 791 427  | 97,86  |
| Votes blancs ou invalides | 1 633 683   | 2,14   |
| Total                     | 76 425 110  | 100    |
| Abstentions               | 25 351 440  | 24,91  |
| Inscrits/participation    | 101 776 550 | 75,09  |
| Quorum de participation   | ✔ 50 %      | ✔ 50 % |

| Pour 53 385 275 (71,38 %) |  |  | Contre 21 406 152 (28,62 %) |
| ▲                         |  |  |                             |
| Majorité absolue          |  |  |                             |

## Suites

Résultats par sujet

La population vote très largement en faveur de la proposition, avec plus de 71 % des suffrages exprimés favorables pour un taux de participation d'un peu plus de 75 % des inscrits. Au lendemain du scrutin, les résultats encore en cours de dépouillement ne permettent pas d'affirmer avec certitude que les votes favorables représentent plus de 50 % des inscrits, condition requise à une modification de la constitution. Le Congrès des députés du peuple de Russie vote par conséquent le 18 mars une résolution selon laquelle la création du poste présidentiel n'est pas un changement constitutionnel. Cette modification du statut du référendum permet d'abaisser le quorum exigé à la simple obtention d'un nombre de votants supérieur à la moitié du nombre d'inscrits sur les listes électorale, soit un taux de participation de 50 %. Après décompte de l'ensemble des suffrages, cette modification en urgence s'avère néanmoins inutile, un total de 52,45 % des inscrits ayant voté pour, soit plus que le quorum exigé en premier lieu,.
Le 24 mai 1991, le Congrès vote la modification de la constitution,. Celle ci est mise en application le 12 juin suivant lors de la première élection présidentielle russe, qui voit la victoire de Boris Eltsine sous une candidature sans étiquette. Avec 58,56 % des voix, il bat largement le candidat du Parti communiste, Nikolaï Ryjkov, qui obtient 17,22 %.